# 格羅德諾足球俱樂部
格羅德諾足球俱樂部（FK Nëman Grodna）是白俄羅斯的一家足球俱樂部。位於格羅德諾。俱樂部設立于1964年。自1992年起，參加白俄羅斯足球超級聯賽的賽事。

## 外部連結
- Official website （页面存档备份，存于）
- Neman Grodno at UEFA.COM （页面存档备份，存于）
- Neman Grodno at EUFO.DE （页面存档备份，存于）
- Neman Grodno at Weltfussball.de （页面存档备份，存于）
- Neman Grodno at Playerhistory.com （页面存档备份，存于）
- Neman Grodno at Football-Lineups.com
- Grodno Ultras